# Mistrzostwa Świata w Narciarstwie Klasycznym 1993
Mistrzostwa Świata w Narciarstwie Klasycznym 1993 miały miejsce w dniach 19–28 lutego 1993 w szwedzkim Falun, które zorganizowały je po raz trzeci w historii.
Były to pierwsze mistrzostwa po podziale Związku Radzieckiego, Czechosłowacji i Jugosławii. W związku z tym po raz pierwszy w mistrzostwach wystąpiły reprezentacje Rosji, Ukrainy, Białorusi, Litwy, Estonii, Gruzji, Kazachstanu, Czech, Słowacji i Słowenii.

## Biegi narciarskie

### Biegi narciarskie mężczyzn
| Konkurencja                | Data           | Złoto                                                                              | Srebro                                                                                   | Brąz                                                                                         |
| -------------------------- | -------------- | ---------------------------------------------------------------------------------- | ---------------------------------------------------------------------------------------- | -------------------------------------------------------------------------------------------- |
| 10 km techniką klasyczną   | 22 lutego 1993 | Sture Sivertsen 24:51.6                                                            | Władimir Smirnow 24:55.5                                                                 | Vegard Ulvang 24:58.1                                                                        |
| Bieg łączony 10 km + 15 km | 24 lutego 1993 | Bjørn Dæhlie 1:01:45.0                                                             | Władimir Smirnow 1:01:45.0                                                               | Silvio Fauner 1:02:55.5                                                                      |
| 30 km techniką klasyczną   | 20 lutego 1993 | Bjørn Dæhlie 1:17:33.6                                                             | Vegard Ulvang 1:17:55.0                                                                  | Władimir Smirnow 1:17:55.3                                                                   |
| 50 km techniką dowolną     | 28 lutego 1993 | Torgny Mogren 2:03:36.8                                                            | Hervé Balland 2:04:30.9                                                                  | Bjørn Dæhlie 2:05:10.3                                                                       |
| Sztafeta 4 × 10 km         | 26 lutego 1993 | Norwegia · Sture Sivertsen · Vegard Ulvang · Terje Langli · Bjørn Dæhlie 1:44:14.9 | Włochy · Maurilio De Zolt · Marco Albarello · Giorgio Vanzetta · Silvio Fauner 1:44:24.5 | Rosja · Andriej Kiriłłow · Igor Badamszyn · Aleksiej Prokurorow · Michaił Botwinow 1:44:27.2 |

### Biegi narciarskie kobiet
| Konkurencja               | Data           | Złoto                                                                           | Srebro                                                                                    | Brąz                                                                                  |
| ------------------------- | -------------- | ------------------------------------------------------------------------------- | ----------------------------------------------------------------------------------------- | ------------------------------------------------------------------------------------- |
| 5 km techniką klasyczną   | 21 lutego 1993 | Łarisa Łazutina 14:07.6                                                         | Lubow Jegorowa 14:12.1                                                                    | Trude Dybendahl 14:18.3                                                               |
| Bieg łączony 5 km + 10 km | 23 lutego 1993 | Stefania Belmondo 40:19.0                                                       | Łarisa Łazutina 40:19.4                                                                   | Lubow Jegorowa 40:19.7                                                                |
| 15 km                     | 19 lutego 1993 | Jelena Välbe 44:49.0                                                            | Marja-Liisa Kirvesniemi 45:39.0                                                           | Marjut Rolig 45:41.9                                                                  |
| 30 km                     | 27 lutego 1993 | Stefania Belmondo 1:22:41.3                                                     | Manuela Di Centa 1:22:55.0                                                                | Lubow Jegorowa 1:23:48.3                                                              |
| Sztafeta 4 × 5 km         | 26 lutego 1993 | Rosja · Jelena Välbe · Łarisa Łazutina · Nina Gawriluk · Lubow Jegorowa 54:15.7 | Włochy · Gabriella Paruzzi · Bice Vanzetta · Manuela Di Centa · Stefania Belmondo 54:35.1 | Norwegia · Trude Dybendahl · Inger Helene Nybråten · Anita Moen · Elin Nilsen 55:09.0 |

W biegu na 30 km Bernadetta Bocek zajęła 7. miejsce. Była to najlepsza pozycja reprezentantki Polski w indywidualnym biegu narciarskim podczas mistrzostw świata do czasu pojawienia się Justyny Kowalczyk.

## Kombinacja norweska
| Konkurencja                   | Data           | Złoto                                                           | Srebro                                                                         | Brąz                                                           |
| ----------------------------- | -------------- | --------------------------------------------------------------- | ------------------------------------------------------------------------------ | -------------------------------------------------------------- |
| 15 km metodą Gundersena       | 18 lutego 1993 | Kenji Ogiwara                                                   | Knut Tore Apeland                                                              | Trond Einar Elden                                              |
| Kombinacja drużynowa 4 × 5 km | 19 lutego 1993 | Japonia · Takanori Kōno · Masashi Abe · Kenji Ogiwara 1:19:25.7 | Norwegia · Trond Einar Elden · Knut Tore Apeland · Fred Børre Lundberg +3:46.3 | Niemcy · Thomas Dufter · Jens Deimel · Hans-Peter Pohl +8:30.5 |

## Skoki narciarskie
| Konkurencja                       | Data           | Złoto                                                                             | Srebro                                                                                   | Brąz                                                                                  |
| --------------------------------- | -------------- | --------------------------------------------------------------------------------- | ---------------------------------------------------------------------------------------- | ------------------------------------------------------------------------------------- |
| Normalna skocznia – indywidualnie | 27 lutego 1993 | Masahiko Harada 237.8                                                             | Andreas Goldberger 231.3                                                                 | Jaroslav Sakala 228.2                                                                 |
| Duża skocznia – indywidualnie     | 21 lutego 1993 | Espen Bredesen 241.4                                                              | Jaroslav Sakala 239.1                                                                    | Andreas Goldberger 237.6                                                              |
| Duża skocznia drużynowo           | 19 lutego 1993 | Norwegia · Bjørn Myrbakken · Helge Brendryen · Øyvind Berg · Espen Bredesen 821.5 | Czechy · František Jež · Jiří Parma · Jaroslav Sakala · Słowacja · Martin Švagerko 772.1 | Austria · Ernst Vettori · Heinz Kuttin · Stefan Horngacher · Andreas Goldberger 745.4 |

## Klasyfikacja medalowa

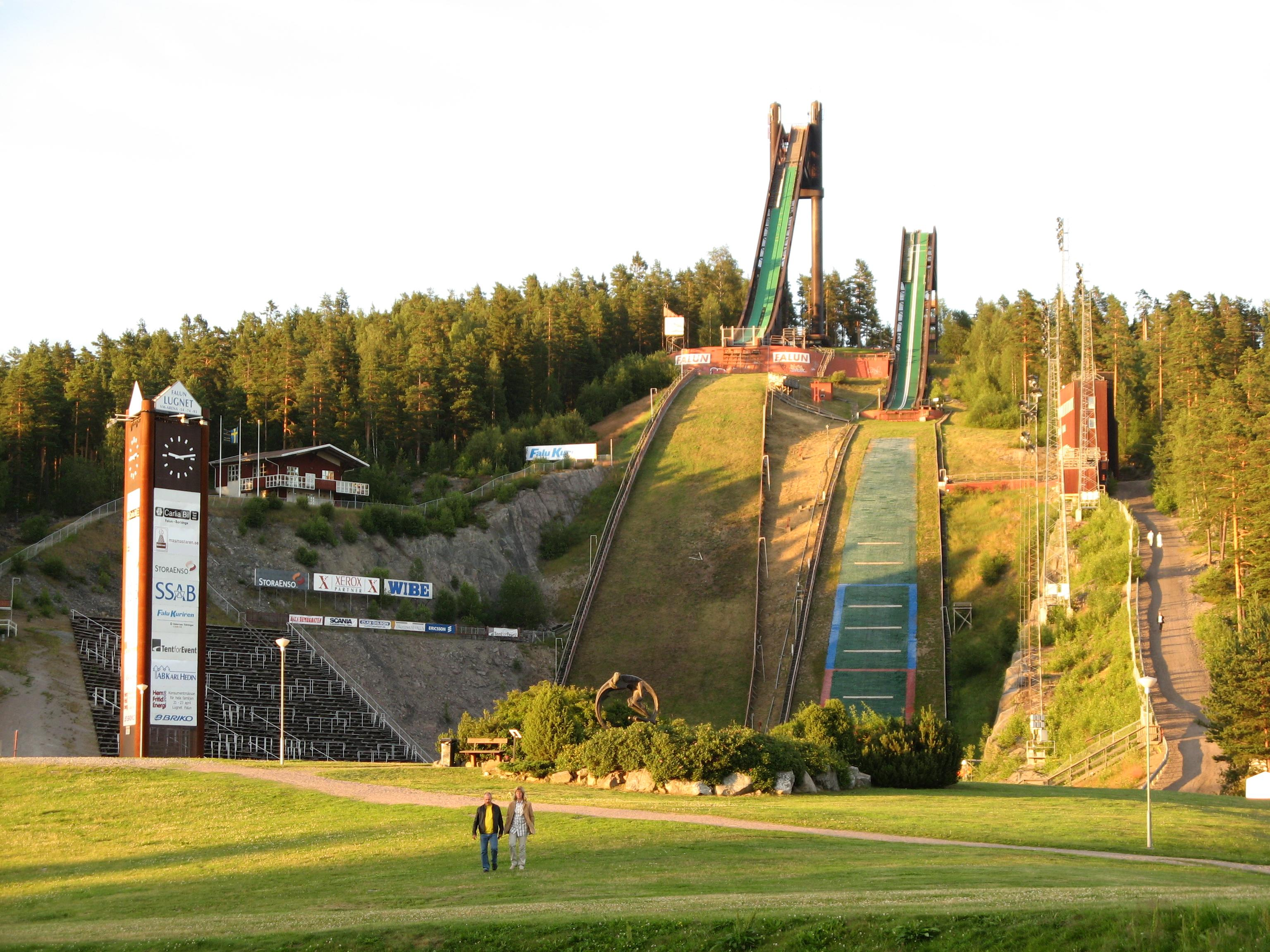
Kompleks skoczni Lugnet

| Pozycja | Państwo    | Złoto | Srebro | Brąz | Razem |
| ------- | ---------- | ----- | ------ | ---- | ----- |
| 1       | Norwegia   | 6     | 3      | 5    | 14    |
| 2       | Rosja      | 3     | 2      | 3    | 8     |
| 3       | Japonia    | 3     | 0      | 0    | 3     |
| 4       | Włochy     | 2     | 3      | 1    | 6     |
| 5       | Kazachstan | 1     | 1      | 1    | 3     |
| 6       | Szwecja    | 1     | 0      | 0    | 1     |
| 7       | Czechy     | 0     | 2      | 1    | 3     |
| 8       | Austria    | 0     | 1      | 2    | 3     |
| 9       | Finlandia  | 0     | 1      | 1    | 2     |
| 10      | Francja    | 0     | 1      | 0    | 1     |
| 10      | Słowacja   | 0     | 1      | 0    | 1     |
| 12      | Niemcy     | 0     | 0      | 1    | 1     |